# Martín Ostolaza
Martín de Ostolaza y Martínez de los Ríos fue un político peruano. 
Fue miembro del Congreso Constituyente de 1822 por el departamento de La Libertad. Dicho congreso constituyente fue el que elaboró la primera constitución política del país.
El 19 de julio de 1823, en Trujillo, José de la Riva Agüero decretó la disolución del Congreso y estableció un senado, conocido como "Senado de Trujillo", compuesto por diez vocales elegidos entre los mismos diputados, uno por cada departamento: Nicolás de Araníbar (Arequipa), Hipólito Unanue (Tarma), José Pezet (Cusco), Francisco Salazar (Puno), José Rafael Miranda (Ayacucho), Justo Figuerola (Huancavelica), Manuel de Arias (Lima), Toribio Dávalos (La Costa), José de Larrea (Huaylas), y Martín de Ostolaza (Trujillo). Este senado, presidido por Manuel Pérez de Tudela, celebró 27 sesiones entre el 18 de septiembre y el 18 de noviembre de 1823. Los diputados contrarios fueron enviados al sur.